# 에드가르 포르
에드가르 장 포르(프랑스어: Edgar Faure [ɛdɡaʁ foʁ][*], 1908년 8월 18일~1988년 3월 30일)는 프랑스의 정치인으로, 두 차례에 걸쳐 총리를 지냈다. 여러 차례 내각에서 장관직을 수행하였으며, 제5공화국이 들어서는 과정에서 샤를 드 골의 재집권을 적극 찬성하였다. 이후 5월 혁명 과정에서 대학 운영안을 새로 개편하였다.